# ديبا ميهتا
ديبا ميهتا (بالإنجليزية: Deepa Mehta) (و. 1950  م) هي مخرجة أفلام، وكاتبة سيناريو من الهند، وكندا، ولدت في أمريتسار.

## التعليم
تعلمت في جامعة دلهي.

## جوائز
حصلت على جوائز منها:
- ضابط وسام كندا
- جائزة الحاكم العام للفنون الاستعراضية [الإنجليزية]‏
- وسام أونتاريو.

## وصلات خارجية
- ديبا ميهتا على موقع IMDb (الإنجليزية)
- ديبا ميهتا على موقع قاعدة بيانات الأفلام العربية
- ديبا ميهتا على موقع ألو سيني (الفرنسية)
- ديبا ميهتا على موقع أول موفي (الإنجليزية)
- ديبا ميهتا على موقع قاعدة بيانات الأفلام السويدية (السويدية)
- ديبا ميهتا على موقع إن إن دي بي (الإنجليزية)
- ديبا ميهتا على موقع قاعدة بيانات الفيلم (الإنجليزية)
- ديبا ميهتا على موقع كينوبويسك (الروسية)